# Ostgroßefehn
Ostgroßefehn is een dorp in de Duitse deelstaat Nedersaksen. Het is de hoofdplaats van de gemeente Großefehn en het grootste en recentste dorp in deze gemeente. Großefehn ligt in de Landkreis Aurich in Oost-Friesland.
Zoals de naam al doet vermoeden is Ostgroßefehn van oorsprong een veenkolonie. De eerste bewoners vestigden zich rond 1790. Van 1828 tot 1882 had Ostgroßefehn een glasfabriek. In 1895 kreeg het dorp een eigen evangelisch-lutherse, in de stijl der neogotiek gebouwde, kerk.
Dorp en omgeving worden gekenmerkt door rechte, aan weerszijden door huizen en boerderijen omzoomde, veenafvoerkanalen, Wieken genaamd (ook in Drenthe heten zulke kanalen wijken).